# Motomondiale 1990
La stagione 1990 è stata la quarantaduesima del motomondiale; le prove in calendario furono 15 come l'anno precedente anche se venne soppresso il Gran Premio motociclistico del Brasile; il suo posto venne preso dal nuovo Gran Premio motociclistico d'Ungheria.

## Il contesto

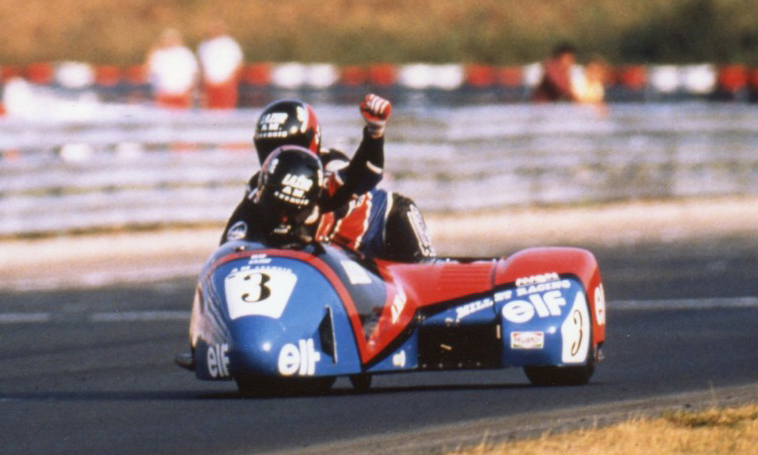
Alain Michel e Simon Birchall festeggiano la conquista del titolo della classe sidecar

Da quest'anno le classi gareggiate in singolo si ridussero a tre e, dopo l'abolizione della classe 80, la categoria con cilindrata più bassa divenne la classe 125; per quanto riguarda i punteggi le regole restarono invariate rispetto all'anno precedente.
Con l'abolizione della trasferta in Sudamerica, dove si era conclusa la stagione negli anni immediatamente precedenti, la stagione fu quest'anno composta da due trasferte iniziali in Giappone e Nordamerica per i GP del Giappone e quello degli Stati Uniti, da 12 prove disputate in Europa tra maggio e inizio settembre e da un'ultima trasferta in Oceania per il Gran Premio d'Australia.
Diversamente dagli anni precedenti, in quasi tutti i gran premi gareggiarono tutte le classi tanto che anche la 125 e le motocarrozzette ebbero rispettivamente 14 e 13 gare.
Il 1990 segnò l'inizio del dominio di Wayne Rainey in 500: sette le vittorie del pilota Yamaha, sempre a punti con l'eccezione del GP d’Ungheria (vinto da Michael Doohan, alla sua prima vittoria nella classe regina). In questa categoria si vide però anche una massiccia riduzione dei piloti partecipanti e furono diverse le prove che videro al traguardo solo 15 o ancora meno dei partenti.
Nella classe 250, vittoria per John Kocinski sulla Yamaha del team di Kenny Roberts, mentre in classe 125 Loris Capirossi conquistò il suo primo titolo ad appena 17 anni, diventando il più giovane a vincere un titolo nel motomondiale. Da registrare anche il ritiro ufficiale dalle competizioni della casa motociclistica spagnola Derbi vincitrice di diversi titoli mondiali nelle piccole cilindrate.
Tra i sidecar, primo titolo per il francese Alain Michel, che si rifece della beffa del 1986, quando perse il titolo all'ultima gara.
Tra le curiosità dell'anno anche il fatto che il Gran Premio motociclistico del Belgio sia stato anticipato al sabato per evitare la concorrenza di altri avvenimenti sportivi importanti, tra cui il Gran Premio di Francia di Formula 1.

## Il calendario
| Data Resoconto         | Gran Premio (Circuito)                       | Vincitori       | Vincitori        | Vincitori      | Vincitori                    | Vincitori | Vincitori |
| Data Resoconto         | Gran Premio (Circuito)                       | classe 125      | classe 250       | classe 500     | sidecar                      |           |           |
| 25 marzo Resoconto     | GP del Giappone (Suzuka)                     | Hans Spaan      | Luca Cadalora    | Wayne Rainey   |                              |           |           |
| 8 aprile Resoconto     | GP degli Stati Uniti d'America (Laguna Seca) |                 | John Kocinski    | Wayne Rainey   | Alain Michel Simon Birchall  |           |           |
| 6 maggio Resoconto     | GP di Spagna (Jerez)                         | Jorge Martínez  | John Kocinski    | Wayne Gardner  | Steve Webster Gavin Simmons  |           |           |
| 20 maggio Resoconto    | GP delle Nazioni (Misano Adriatico)          | Jorge Martínez  | John Kocinski    | Wayne Rainey   | Rolf Biland Kurt Waltisperg  |           |           |
| 27 maggio Resoconto    | GP della Germania Ovest (Nürburgring)        | Doriano Romboni | Wilco Zeelenberg | Kevin Schwantz | Steve Webster Gavin Simmons  |           |           |
| 10 giugno Resoconto    | GP d'Austria (Salisburgo)                    | Jorge Martínez  | Luca Cadalora    | Kevin Schwantz | Egbert Streuer Geral de Haas |           |           |
| 17 giugno Resoconto    | GP di Jugoslavia (Fiume)                     | Stefan Prein    | Carlos Cardús    | Wayne Rainey   | Alain Michel Simon Birchall  |           |           |
| 30 giugno Resoconto    | GP d'Olanda (Assen)                          | Doriano Romboni | John Kocinski    | Kevin Schwantz | Alain Michel Simon Birchall  |           |           |
| 7 luglio Resoconto     | GP del Belgio (Spa)                          | Hans Spaan      | John Kocinski    | Wayne Rainey   | Egbert Streuer Geral de Haas |           |           |
| 22 luglio Resoconto    | GP di Francia (Le Mans)                      | Hans Spaan      | Carlos Cardús    | Kevin Schwantz | Steve Webster Gavin Simmons  |           |           |
| 5 agosto Resoconto     | GP di Gran Bretagna (Donington Park)         | Loris Capirossi | Luca Cadalora    | Kevin Schwantz | Egbert Streuer Geral de Haas |           |           |
| 12 agosto Resoconto    | GP di Svezia (Anderstorp)                    | Hans Spaan      | Carlos Cardús    | Wayne Rainey   | Alain Michel Simon Birchall  |           |           |
| 26 agosto Resoconto    | GP di Cecoslovacchia (Brno)                  | Hans Spaan      | Carlos Cardús    | Wayne Rainey   | Alain Michel Simon Birchall  |           |           |
| 2 settembre Resoconto  | Gran Premio d'Ungheria (Hungaroring)         | Loris Capirossi | John Kocinski    | Michael Doohan | Paul Güdel Charly Güdel      |           |           |
| 16 settembre Resoconto | GP d'Australia (Phillip Island)              | Loris Capirossi | John Kocinski    | Wayne Gardner  |                              |           |           |

## Sistema di punteggio e legenda
| Pos.  | 1  | 2  | 3  | 4  | 5  | 6  | 7 | 8 | 9 | 10 | 11 | 12 | 13 | 14 | 15 | 16 > |
| ----- | -- | -- | -- | -- | -- | -- | - | - | - | -- | -- | -- | -- | -- | -- | ---- |
| Punti | 20 | 17 | 15 | 13 | 11 | 10 | 9 | 8 | 7 | 6  | 5  | 4  | 3  | 2  | 1  | 0    |

## Le classi

### Classe 500
| Pos. | Costruttore      | Punti |
| ---- | ---------------- | ----- |
| 1    | Yamaha           | 272   |
| 2    | Honda            | 233   |
| 3    | Suzuki           | 223   |
| 4    | Cagiva           | 88    |
| 5    | Chevallier-Honda | 4     |
| 6    | Paton            | 1     |

Il Gran Premio delle Nazioni fu disturbato dalle avverse condizioni atmosferiche, la gara venne interrotta dopo 15 giri e si assistette ad una doppia partenza.

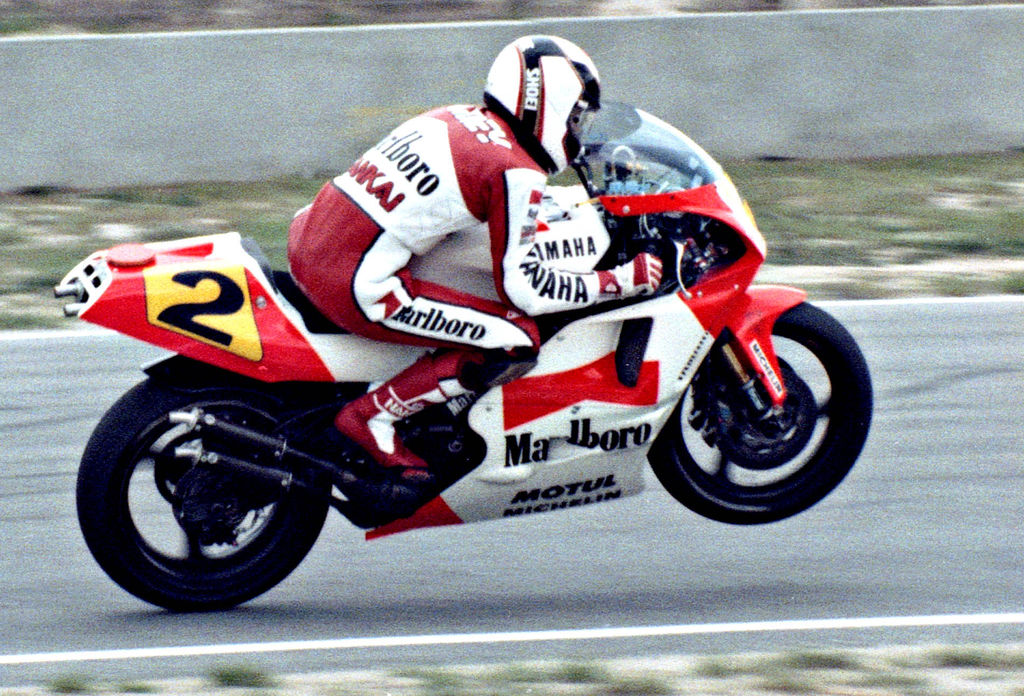
Il vincitore della classe 500, Wayne Rainey.

Nel Gran Premio di Jugoslavia vi furono solo 16 piloti alla partenza e solo 9 di essi tagliarono il traguardo; fu questo il record negativo della stagione dove peraltro già in altri casi non si assegnarono tutti i punti disponibili; la stessa cosa si era infatti verificata sia nel GP del Giappone che in quelli degli Stati Uniti d'America, di Francia, di Svezia e d'Australia.
Oltre al vincitore del titolo mondiale Wayne Rainey che se ne aggiudicò 7 in sella ad una Yamaha YZR 500, altri 5 gran premi furono vinti da Kevin Schwantz su Suzuki RGV Γ 500, 2 da Wayne Gardner e l'ultimo da Michael Doohan; questi ultimi in sella alla Honda NSR 500.
Per quanto riguarda i costruttori, oltre alle tre case motociclistiche giapponesi Yamaha, Honda e Suzuki, classificatesi in quest'ordine al termine della stagione, era presente in forma ufficiale solamente l'italiana Cagiva che non ottenne peraltro risultati di particolare rilievo, tanto da decidere di non partecipare neppure all'ultima gara di campionato in Australia.
A fine stagione si ritirò dalle competizioni del motomondiale Christian Sarron, iridato in classe 250 nel 1984 e giunto al nono posto in quest'ultimo anno di partecipazioni.

Classifica piloti (prime 5 posizioni)
| Pos. | Pilota          | Moto   |     |     |   |   |     |   |   |     |    |   |     |     |     |     |     | P.ti |
| ---- | --------------- | ------ | --- | --- | - | - | --- | - | - | --- | -- | - | --- | --- | --- | --- | --- | ---- |
| 1    | Wayne Rainey    | Yamaha | 1   | 1   | 2 | 1 | 2   | 2 | 1 | 2   | 1  | 3 | 2   | 1   | 1   | Rit | 3   | 255  |
| 2    | Kevin Schwantz  | Suzuki | 3   | Rit | 3 | 2 | 1   | 1 | 2 | 1   | 7  | 1 | 1   | Rit | Rit | 3   | Rit | 188  |
| 3    | Michael Doohan  | Honda  | Rit | 2   | 4 | 3 | Rit | 3 | 4 | 4   | 6  | 4 | 4   | 4   | 9   | 1   | 2   | 179  |
| 4    | Niall Mackenzie | Suzuki |     |     | 8 | 5 | 3   | 5 | 3 | 5   | 12 | 6 | 5   | 5   | 4   | 7   | 5   | 140  |
| 5    | Wayne Gardner   | Honda  | 2   | Rit | 1 | 4 |     |   |   | Rit | 10 | 2 | Rit | 3   | 2   | 4   | 1   | 138  |
| Pos. | Pilota          | Moto   |     |     |   |   |     |   |   |     |    |   |     |     |     |     |     | P.ti |

| Legenda                                                                        | 1º posto        | 2º posto        | 3º posto | A punti      | Senza punti        | Grassetto=Pole position Corsivo=Giro più veloce |
| Legenda                                                                        | Gara non valida | Non qualificato | Ritirato | Squalificato | "-" Dato non disp. | Grassetto=Pole position Corsivo=Giro più veloce |
| Fonte dei dati: motogp.com, racingmemo.free.fr, autosport.com, jumpingjack.nl. |                 |                 |          |              |                    |                                                 |

### Classe 250
| Pos. | Costruttore | Punti |
| ---- | ----------- | ----- |
| 1    | Yamaha      | 283   |
| 2    | Honda       | 260   |
| 3    | Aprilia     | 154   |
| 4    | JJ Cobas    | 13    |

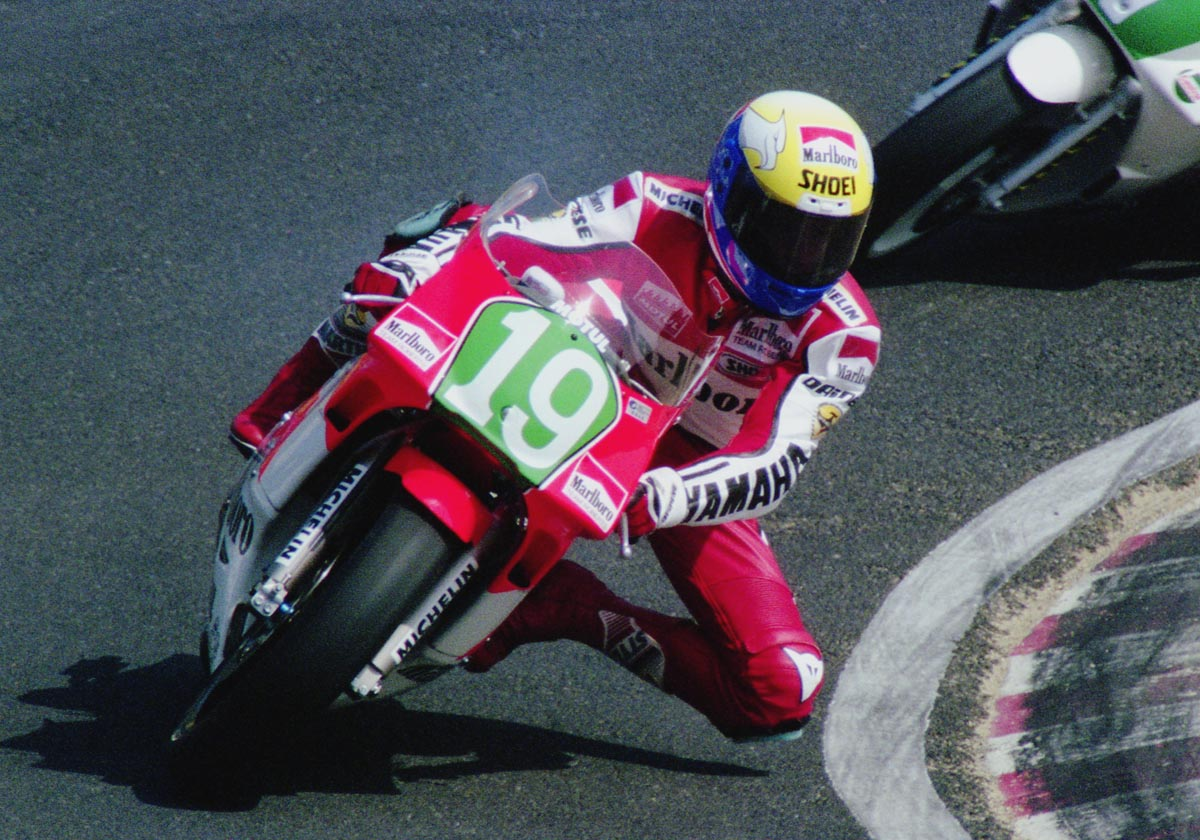
Il vincitore del titolo, John Kocinski.

La stagione della quarto di litro vide una supremazia abbastanza marcata da parte di John Kocinski che si aggiudicò 7 dei 15 gran premi stagionali in sella ad una Yamaha YZR 250.
La casa dei tre diapason si aggiudicò così anche la classifica costruttori, grazie anche al contributo di Luca Cadalora che vinse altre tre prove.
Curiosamente entrambi i piloti Yamaha erano seguiti da team gestiti da due campioni del mondo degli anni precedenti, Kenny Roberts per quanto riguarda il pilota statunitense e Giacomo Agostini per l'italiano.
I restanti gran premi furono appannaggio dello spagnolo Carlos Cardús, vincitore in quattro occasioni e dell'olandese Wilco Zeelenberg in una occasione; entrambi in sella a moto Honda NSR 250.
Il Gran Premio di Jugoslavia fu interrotto per un grave incidente occorso a tre giri dalla fine regolare della corsa; la classifica venne stilata sulla base dei risultati al giro precedente. Tale incidente segnò anche la fine della carriera per Reinhold Roth che non si riprese più completamente.

Classifica piloti (prime 5 posizioni)
| Pos. | Pilota           | Moto   |     |   |    |     |    |     |    |     |     |     |     |   |   |   |     | P.ti |
| ---- | ---------------- | ------ | --- | - | -- | --- | -- | --- | -- | --- | --- | --- | --- | - | - | - | --- | ---- |
| 1    | John Kocinski    | Yamaha | 14  | 1 | 1  | 1   | 3  | 3   | 2  | 1   | 1   | Rit | Rit | 2 | 2 | 1 | 1   | 223  |
| 2    | Carlos Cardús    | Honda  | 2   | 6 | 4  | 4   | 2  | Rit | 1  | 2   | 3   | 1   | 5   | 1 | 1 | 3 | Rit | 208  |
| 3    | Luca Cadalora    | Yamaha | 1   | 2 | 2  | Rit | 10 | 1   | 4  | Rit | Rit | 2   | 1   | 4 | 4 | 4 | 3   | 184  |
| 4    | Helmut Bradl     | Honda  | Rit | 7 | 3  | 2   | 4  | 6   | 5  |     |     |     | 3   | 5 | 3 | 2 | 2   | 150  |
| 5    | Wilco Zeelenberg | Honda  | 3   | 3 | 22 | 3   | 1  | 4   | NP | 3   | Rit | Rit | Rit | 8 | 8 | 9 | 5   | 127  |
| Pos. | Pilota           | Moto   |     |   |    |     |    |     |    |     |     |     |     |   |   |   |     | P.ti |

| Legenda                                                                        | 1º posto        | 2º posto        | 3º posto | A punti      | Senza punti        | Grassetto=Pole position Corsivo=Giro più veloce |
| Legenda                                                                        | Gara non valida | Non qualificato | Ritirato | Squalificato | "-" Dato non disp. | Grassetto=Pole position Corsivo=Giro più veloce |
| Fonte dei dati: motogp.com, racingmemo.free.fr, autosport.com, jumpingjack.nl. |                 |                 |          |              |                    |                                                 |

### Classe 125
| Pos. | Costruttore | Punti |
| ---- | ----------- | ----- |
| 1    | Honda       | 271   |
| 2    | JJ Cobas    | 161   |
| 3    | Aprilia     | 96    |
| 4    | Gazzaniga   | 44    |
| 5    | Garelli     | 1     |

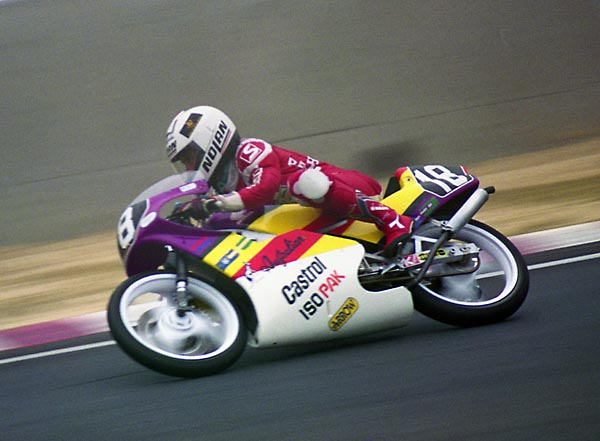
La pilota finlandese Taru Rinne al GP del Giappone.

Diversamente dalle 500 e dalle 250 che furono presenti in tutte le occasioni, nell'ottavo di litro le prove della stagione furono solamente 14 e non corsero nel GP degli Stati Uniti d'America.
Diversamente dalle classi di cilindrata maggiore, in classe 125 non vi furono particolari dubbi in merito a quale fosse la casa motociclistica più efficiente: Honda piazzò 5 piloti equipaggiati con le sue motociclette ai primi 5 posti nella classifica finale.
Alle spalle del vincitore Loris Capirossi, si piazzò Hans Spaan, vincitore addirittura di 5 gran premi (contro i 3 conquistati da Capirossi). Il titolo si decise all'ultima gara: Capirossi poté contare sul gioco di squadra tutto italiano attuato da Gresini (quest'ultimo ricevette anche un pugno da Spaan in piena corsa), Romboni e Casanova, che tennero indietro l'olandese per far vincere il connazionale.
L'unico pilota non equipaggiato da moto giapponesi che ottenne dei buoni risultati, compreso 3 vittorie nelle singole prove, fu lo spagnolo Jorge Martínez già vincitore di titoli iridati in classe 50 e 80 negli anni precedenti.
Da registrare anche il ritiro, avvenuto al termine di una stagione deludente in cui non ottenne punti iridati, di Stefan Dörflinger, pilota quattro volte iridato nelle piccole cilindrate.

Classifica piloti (prime 5 posizioni)
| Pos. | Pilota          | Moto  |   |    |     |     |   |     |    |     |    |   |    |   |     |     |     | P.ti |
| ---- | --------------- | ----- | - | -- | --- | --- | - | --- | -- | --- | -- | - | -- | - | --- | --- | --- | ---- |
| 1    | Loris Capirossi | Honda | 6 | NE | 7   | 3   | 3 | 2   | 2  | Rit | 2  | 4 | 1  | 7 | Rit | 1   | 1   | 182  |
| 2    | Hans Spaan      | Honda | 1 | NE | NP  | 4   | 4 | 12  | 12 | Rit | 1  | 1 | 3  | 1 | 1   | 5   | 4   | 173  |
| 3    | Stefan Prein    | Honda | 2 | NE | 2   | Rit | 5 | 3   | 1  | 6   | 4  | 3 | 5  | 4 | 2   | 6   | Rit | 169  |
| 4    | Doriano Romboni | Honda |   | NE | Rit | Rit | 1 | 6   | 5  | 1   | 11 | 2 | 2  | 3 | Rit | Rit | 3   | 130  |
| 5    | Dirk Raudies    | Honda | 4 | NE | 10  | 2   | 2 | Rit | 13 | 11  | 6  | 8 | 13 | 8 | 6   | 13  | 6   | 113  |
| Pos. | Pilota          | Moto  |   |    |     |     |   |     |    |     |    |   |    |   |     |     |     | P.ti |

| Legenda                                                                        | 1º posto        | 2º posto        | 3º posto | A punti      | Senza punti        | Grassetto=Pole position Corsivo=Giro più veloce |
| Legenda                                                                        | Gara non valida | Non qualificato | Ritirato | Squalificato | "-" Dato non disp. | Grassetto=Pole position Corsivo=Giro più veloce |
| Fonte dei dati: motogp.com, racingmemo.free.fr, autosport.com, jumpingjack.nl. |                 |                 |          |              |                    |                                                 |

### Classe sidecar
Classifica equipaggi (prime 5 posizioni)
| Pos. | Pilota                                        | Moto        |    |   |   |    |    |   |    |   |   |    |   |   |   |   |    | P.ti |
| ---- | --------------------------------------------- | ----------- | -- | - | - | -- | -- | - | -- | - | - | -- | - | - | - | - | -- | ---- |
| 1    | Alain Michel/Simon Birchall                   | LCR-Krauser | NE | 1 | 2 | 14 | -  | 3 | 1  | 1 | 2 | -  | 2 | 1 | 1 | 6 | NE | 178  |
| 2    | Egbert Streuer /Geral de Haas-Scott Whiteside | LCR-Yamaha  | NE | - | 5 | 3  | -  | 1 | 2  | 3 | 1 | 2  | 1 | 2 | - | 3 | NE | 167  |
| 3    | Steve Webster/Gavin Simmons                   | LCR-Krauser | NE | 2 | 1 | 2  | 1  | 2 | 3  | - | 6 | 1  | - | 4 | 2 | - | NE | 166  |
| 4    | Rolf Biland/Kurt Waltisperg                   | LCR-Krauser | NE | - | 3 | 1  | 10 | 4 | 4  | 2 | - | 13 | 3 | 3 | - | 2 | NE | 134  |
| 5    | Paul Güdel/Charly Güdel                       | LCR-Yamaha  | NE |   | 6 | 4  | 2  | 5 | NQ | 9 | 4 | 6  | 9 | 9 | 6 | 1 | NE | 125  |
| Pos. | Pilota                                        | Moto        |    |   |   |    |    |   |    |   |   |    |   |   |   |   |    | P.ti |

| Legenda                                                                        | 1º posto        | 2º posto        | 3º posto | A punti      | Senza punti        | Grassetto=Pole position Corsivo=Giro più veloce |
| Legenda                                                                        | Gara non valida | Non qualificato | Ritirato | Squalificato | "-" Dato non disp. | Grassetto=Pole position Corsivo=Giro più veloce |
| Fonte dei dati: motogp.com, racingmemo.free.fr, autosport.com, jumpingjack.nl. |                 |                 |          |              |                    |                                                 |